# قائمة جامعات الأردن

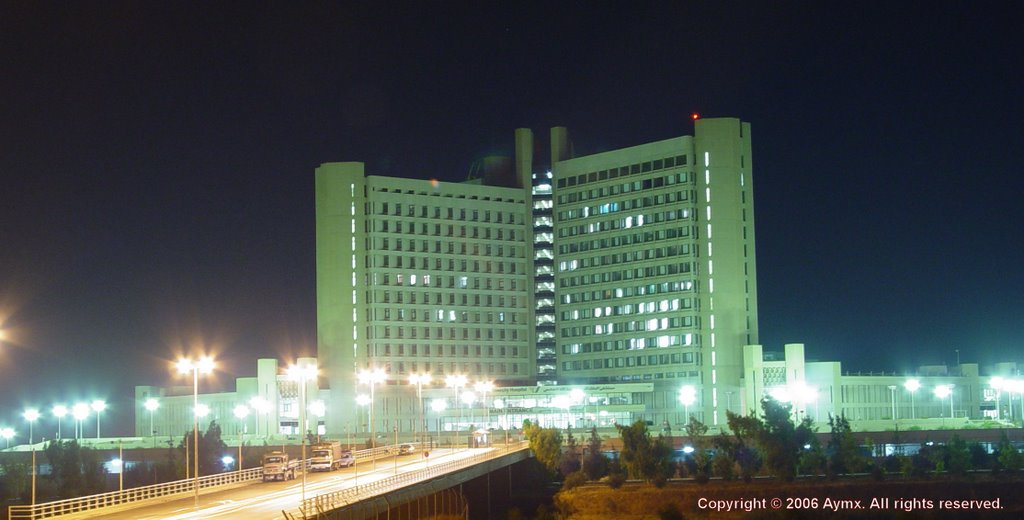
مستشفى الملك المؤسس التعليمي في جامعة العلوم والتكنولوجيا الأردنية في إربد.

شعار الجامعة الأردنية التي تم تأسيسها عام 1962 لتكون أول جامعة في الأردن.

يُقبل الحائزون على شهادة الثانوية العامة في الجامعات الحكومية أو الخاصة أو الكليات. تطبق معظم الجامعات في الأردن النموذج الأمريكي الجامعي القائم على نظام الساعات الذي يمنح الطلبة المرونة لاختيار عدد الساعات وأوقات الدوام الصباحي أو المسائي. هنالك عشرة جامعات حكومية. وهنالك أيضا العديد من الجامعات الخاصة. تعتبر الجامعات الأردنية، جامعات معترف بها على مستوى الدول العربية، وبعض الجامعات الأجنبية كالجامعة الأمريكية في مادبا والجامعة الألمانية الأردنية. تستقطب الجامعات الأردنية كل عام عدد كبير من الطلبة الأجانب العرب وغير العرب.
منذ تأسيس أول جامعة في المملكة (أي الجامعة الأردنية) في عام 1962، والأردن يشهد زيادة في أعداد هذه الجامعات، فشهد عقدا السبعينات والثمانينات من القرن العشرين تأسيس معظم الجامعات الحكومية الأخرى، أما في عقد التسعينات فقد شهد تأسيس معظم الجامعات الخاصة في المملكة، حيث كانت جامعة عمان الأهلية أول جامعة تتبع القطاع الخاص يتم تأسيسها عام 1989. وحتى نهاية عام 2023 بلغ عدد الجامعات في المملكة 78 مؤسسة تعليمية منها 10 جامعات حكومية 18 جامعة خاصة.
عام 2007 تم تأسيس هيئة اعتماد مؤسسات التعليم العالي تخدف لضمان جودة التعليم العالي والارتقاء بمستواه على المستويين المحلي والدولي، وتحسين نوعية التعليم العالي في المملكة باستخدام معايير قياس تتوافق مع المعايير الدولية، وتحفيز مؤسسات التعليم العالي على الانفتاح والتفاعل مع الجامعات ومؤسسات البحث العلمي المميزة.

## المراحل والدرجات الجامعية
- درجة الشهادة الجامعية المتوسطة: درجة الدبلوم وهي تقدم من كليات المجتمع ومدتها سنتان ما بعد الثانوية.
- الدرجة الجامعية الأولى: درجة البكالوريوس مدة الدراسة خمسة سنوات للهندسة والصيدلة، ستة للطب وأربعة للتخصصات الأخرى.
- درجة دبلوم الدراسات العليا: درجة الدبلوم العالي وهي شهادة تقدم للحاصلين على درجة البكالوريوس يحوز الطالب على شهادة الدرجة بعد اجتياز (24-33) ساعة معتمدة على حسب التخصص، على أن يكون من ضمن هذه الساعات (6) ساعات من مستوى الماجستير.
- الدرجة الجامعية الثانية: درجة الماجستير مدة الدراسة من سنة إلى سنتين، يوجد أيضا شهادات غير أردنية في بعض الجامعات الخاصة الأجنبية تعادل الماجستير الأردني كشهادة الدراسات المعمقة (DEA) وهي شهادة الماجستير بحسب النظام الفرنسي، وشهادة الماجستير الألمانية (Magisterstudium)، وشهادة (MBA) وهي درجة إدارة الأعمال للطلبة ذوي الخبرة.
- الدرجة الجامعية الثالثة: درجة الدكتوراه مدة الدراسة من ثلاث إلى خمسة سنوات، تخصصات محدودة جدا تتعلق بالكليات الإنسانية والقليل من التخصصات العلمية.

## الجامعات الحكومية
|    | الجامعة                            | الشعار | التأسيس | الموقع         | الموقع الإلكتروني | المصدر        |
| -- | ---------------------------------- | ------ | ------- | -------------- | ----------------- | ------------- |
| 1  | الجامعة الألمانية الأردنية         |        | 2005    | ناعور - عمان   | www.gju.edu.jo    | [ 11 ]        |
| 2  | جامعة الطفيلة التقنية              |        | 2005    | الطفيلة        | www.ttu.edu.jo    | [ 12 ]        |
| 3  | جامعة الحسين بن طلال               |        | 1999    | معان           | www.ahu.edu.jo    | [ 13 ]        |
| 4  | جامعة البلقاء التطبيقية            |        | 1997    | المركز - السلط | www.bau.edu.jo    | [ 14 ]        |
| 5  | الجامعة الهاشمية                   |        | 1995    | الزرقاء        | www.hu.edu.jo     | [ 15 ]        |
| 6  | جامعة آل البيت                     |        | 1993    | المفرق         | www.aabu.edu.jo   | [ 16 ] [ 17 ] |
| 7  | جامعة العلوم والتكنولوجيا الأردنية |        | 1986    | الرمثا - إربد  | www.just.edu.jo   | [ 18 ]        |
| 8  | جامعة مؤتة (يوجد أيضا جناح عسكري)  |        | 1981    | الكرك          | www.mutah.edu.jo  | [ 19 ]        |
| 9  | جامعة اليرموك                      |        | 1976    | إربد           | www.yu.edu.jo     | [ 20 ]        |
| 10 | الجامعة الأردنية                   |        | 1962    | الجبيهة - عمان | www.ju.edu.jo     | [ 21 ]        |

### فروع الجامعات الحكومية
| الجامعة                     | الشعار | التأسيس | الموقع | الموقع الإلكتروني | المصدر |
| --------------------------- | ------ | ------- | ------ | ----------------- | ------ |
| الجامعة الأردنية فرع العقبة |        | 2009    | العقبة | aqaba.ju.edu.jo   | [ 22 ] |

#### الكليات التطبيقية التابعة لجامعة البلقاء التطبيقية
وهي ثلاث عشرة كلية تابعة لجامعة البلقاء التطبيقية، وتخضع لنفس القوانين والشعار وكل ما له علاقة بالمركز الرئيسي، لكن وجودها هو خارج الحرم الجامعي الخاص بالمركز الرئيسي في السلط.
|    | الكلية                                      | التأسيس   | الموقع                                                           | الموقع الإلكتروني                           | المصدر |
| -- | ------------------------------------------- | --------- | ---------------------------------------------------------------- | ------------------------------------------- | ------ |
| 1  | أكاديمية الأمير حسين للحماية المدنية        | 2009      | الموقر - عمان                                                    | أكاديمية الأمير حسين للحماية المدنية        | [ 23 ] |
| 2  | كلية العقبة الجامعية                        | 2001      | العقبة                                                           | كلية العقبة الجامعية                        | [ 24 ] |
| 3  | كلية معان الجامعية                          | 1989      | معان                                                             | كلية معان الجامعية                          | [ 25 ] |
| 4  | كلية الحصن الجامعية                         | 1981      | الحصن - إربد                                                     | كلية الحصن الجامعية                         | [ 26 ] |
| 5  | كلية الكرك الجامعية                         | 1979      | الكرك                                                            | كلية الكرك الجامعية                         | [ 27 ] |
| 6  | كلية إربد الجامعية                          | 1978      | إربد                                                             | كلية إربد الجامعية                          | [ 28 ] |
| 7  | كلية الزرقاء الجامعية                       | 1978      | الزرقاء                                                          | كلية الزرقاء الجامعية                       | [ 29 ] |
| 8  | كلية الشوبك الجامعية                        | 1975      | الشوبك - معان                                                    | كلية الشوبك الجامعية                        | [ 30 ] |
| 9  | كلية الهندسة التكنولوجية (البوليتكنك)       | 1975      | ماركا - عمان                                                     | كلية الهندسة التكنولوجية                    | [ 31 ] |
| 10 | كلية الأميرة عالية الجامعية (للإناث)        | 1972      | عمان                                                             | كلية الأميرة عالية الجامعية                 | [ 32 ] |
| 11 | كلية الأميرة رحمة الجامعية                  | 1965      | علان - السلط                                                     | كلية الأميرة رحمة الجامعية                  | [ 33 ] |
| 12 | كلية عجلون الجامعية                         | 1964      | عجلون                                                            | كلية عجلون الجامعية                         | [ 34 ] |
| 13 | كلية عمان الجامعية للعلوم المالية والإدارية | 1951 2017 | جبل الحسين - عمان (المقر القديم) شفا بدران - عمان (المقر الجديد) | كلية عمان الجامعية للعلوم المالية والإدارية | [ 35 ] |

## الجامعات الخاصة
|    | الجامعة                        | الشعار | التأسيس | الموقع           | الموقع الإلكتروني   | المصدر |
| -- | ------------------------------ | ------ | ------- | ---------------- | ------------------- | ------ |
| 1  | جامعة ابن سينا للعلوم الطبية   |        | 2022    | عمان             | isums.edu.jo        | [ 36 ] |
| 2  | جامعة العقبة للعلوم الطبية     |        | 2022    | العقبة           | amsu.edu.jo         | [ 37 ] |
| 3  | جامعة العقبة للتكنولوجيا       |        | 2015    | العقبة           | www.aut.edu.jo      | [ 38 ] |
| 4  | جامعة عجلون الوطنية            |        | 2008    | عجلون            | www.anu.edu.jo      | [ 39 ] |
| 5  | الجامعة الأمريكية في مادبا     |        | 2005    | مادبا            | aum.edu.jo          | [ 40 ] |
| 6  | جامعة جدارا                    |        | 2005    | إربد             | jadara.edu.jo       | [ 41 ] |
| 7  | جامعة الشرق الأوسط             |        | 2005    | عمان             | meu.edu.jo          | [ 42 ] |
| 8  | جامعة عمان العربية             |        | 1999    | عمان             | www.aau.edu.jo      | [ 43 ] |
| 9  | جامعة الزرقاء                  |        | 1994    | الزرقاء          | www.zu.edu.jo       | [ 44 ] |
| 10 | جامعة إربد الأهلية             |        | 1994    | إربد             | www.inu.edu.jo      | [ 45 ] |
| 11 | جامعة الزيتونة الأردنية        |        | 1993    | عمان             | www.zuj.edu.jo      | [ 46 ] |
| 12 | جامعة جرش                      |        | 1992    | جرش              | www.jpu.edu.jo      | [ 47 ] |
| 13 | جامعة الأميرة سمية للتكنولوجيا |        | 1991    | عمان             | www.psut.edu.jo     | [ 48 ] |
| 14 | جامعة الإسراء                  |        | 1991    | عمان             | www.iu.edu.jo       | [ 49 ] |
| 15 | جامعة البترا                   |        | 1991    | عمان             | www.uop.edu.jo      | [ 50 ] |
| 16 | جامعة العلوم التطبيقية الخاصة  |        | 1991    | شفا بدران - عمان | www.asu.edu.jo      | [ 51 ] |
| 17 | جامعة فيلادلفيا                |        | 1990    | عمان             | philadelphia.edu.jo | [ 52 ] |
| 18 | جامعة عمان الأهلية             |        | 1990    | عمان - السلط     | www.ammanu.edu.jo   | [ 53 ] |

### جامعات إقليمية ودولية
وهي جامعة تابعة للجامعة العربية المفتوحة التي يقع مقرها الرئيسي في دولة الكويت، وتملك العديد من الفروع في الدول العربية.
| الجامعة                             | الشعار | التأسيس | الموقع | الموقع الإلكتروني | المصدر |
| ----------------------------------- | ------ | ------- | ------ | ----------------- | ------ |
| الجامعة العربية المفتوحة فرع الأردن |        | 2002    | عمان   | www.aou.edu.jo    | [ 54 ] |

### جامعات ذات قانون خاص
| الجامعة                         | الشعار | التأسيس | الموقع        | الموقع الإلكتروني | المصدر |
| ------------------------------- | ------ | ------- | ------------- | ----------------- | ------ |
| جامعة الحسين التقنية            |        | 2016    | عمان          | www.htu.edu.jo    | [ 55 ] |
| جامعة العلوم الإسلامية العالمية |        | 2008    | طبربور - عمان | www.wise.edu.jo   | [ 56 ] |

## المستشفيات الجامعية
وهي مستشفيات جامعية شبه حكومية. تتبع الجامعة وبالأخص كلية الطب، فهي تقدم العلاج للمواطنين وفرصة لتدريب طلاب كلية الطب فيها.
| المستشفى                             | الجامعة التابع لها                 | صورة | التأسيس     | معلومات |
| ------------------------------------ | ---------------------------------- | ---- | ----------- | --- |
| مستشفى الجامعة الأردنية              | الجامعة الأردنية                   |      | 1973 - عمان | يعتبر أول مستشفى جامعي في الأردن وكان تحت اسم مستشفى عمان الكبير إلا أن تم ضمه للجامعة الأردنية في عام 1975. |
| مستشفى الملك المؤسس عبد الله الجامعي | جامعة العلوم والتكنولوجيا الأردنية |      | 2002 - إربد | تم وضع حجر الأساس في عام 1994 على يد الملك الحسين بن طلال، وتم الافتتاح في عام 2002.                         |

## الكليات الجامعية
| الكلية                                     | الشعار | التأسيس | الموقع           | الموقع الإلكتروني  | المصدر |
| ------------------------------------------ | ------ | ------- | ---------------- | ------------------ | ------ |
| الكلية الجامعية الوطنية للتكنولوجيا        |        | 2020    | عمان             | nuct.edu.jo        | [ 59 ] |
| كلية طلال أبو غزالة الجامعية للابتكار      |        | 2018    | عمان             | taguci.com         | [ 60 ] |
| الأكاديمية الملكية لفنون الطهي             |        | 2008    | عمان             | raca.edu.jo        | [ 61 ] |
| كلية العلوم التربوية والآداب (جامعة ناعور) |        | 1993    | المقابلين - عمان | fesa-reg.unrwa.org | [ 62 ] |
| الأكاديمية الأردنية للموسيقى               |        | 1989    | عمان             | jam.edu.jo         | [ 63 ] |
| كلية لومينوس الجامعية التقنية              |        | 1980    | عمان             | ltuc.com           | [ 64 ] |
| كلية عمون الجامعية التطبيقية               |        | 1980    | عمان             | aauc.edu.jo        | [ 65 ] |
| الكلية الجامعية العربية للتكنولوجيا        |        | 1980    | عمان             | auct.edu.jo        | [ 66 ] |
| كلية الخوارزمي الجامعية التقنية            |        | 1978    | عمان             | khawarizmi.edu.jo  | [ 67 ] |

## وصلات خارجية
- شبكة الجامعات الأردنية
- الموقع الرسمي لوزارة التعليم العالي والبحث العلمي